# Joachim Tappe
Joachim Tappe (* 5. März 1942 in Magdeburg; † 25. Juni 2012 in Witzenhausen) war ein deutscher Lehrer und Politiker (SPD).

## Leben
Tappe lebte ab dem Jahr 1945 in Witzenhausen. Nach seinem Abitur 1962 studierte er Pädagogik, Deutsch, Geschichte und evangelische Religion. Im Jahr 1971 wurde er Pädagogischer Leiter der Gesamtschule Witzenhausen. Er trat 1968 der SPD bei und übernahm verschiedene Aufgaben im Ortsverein und Ortsverband Witzenhausen. Ab 1972 war er kommunalpolitisch in der Stadtverordnetenversammlung Witzenhausen tätig, 1985 wurde er Stadtverordnetenvorsteher. Er verfasste Publikationen zu pädagogischen und lokalhistorischen Themen.
In den Jahren 1990 bis 2002 saß er als direkt gewählter Abgeordneter des Wahlkreises Werra-Meißner im Deutschen Bundestag.
Tappe war verheiratet und Vater zweier Kinder. Seine Tochter Julia ist mit dem ehemaligen Landrat des Werra-Meißner-Kreises, Stefan G. Reuß, verheiratet. Im Jahr 2006 erhielt Tappe das Bundesverdienstkreuz am Bande.

## Veröffentlichungen
- 50 Jahre Ellerberg-Siedlung Witzenhausen. Siedlergemeinschaft Witzenhausen (Hrsg.), Witzenhausen 1983.
- Die Geschichte der Arbeiterbewegung in Witzenhausen: hrsg. zum Anlass des 100-jährigen Bestehens des SPD-Ortsvereins Witzenhausen.  SPD-Ortsverein Witzenhausen (Hrsg.), Witzenhausen 1984.